# Lu Andrade
Luciana Andrade, mer känd under sitt artistnamn Lu Andrade, född 18 september 1978 i Varginha, Minas Gerais, är en brasiliansk sångerska.